# Misioneras del Apostolado Católico
La Congregación de Hermanas Misioneras del Apostolado Católico es una congregación religiosa católica femenina, de derecho pontificio, fundada por un grupo de religiosas alemanas provenientes de la Congregación de las Hermanas del Apostolado Católico, en 1901, en Limburgo del Lahn (Alemania). Las religiosas de este instituto son conocidas como Misioneras del Apostolado Católico o simplemente Misioneras palotinas y posponen a sus nombres a las siglas: S.A.C.

## Historia
El origen del instituto se remonta a la fundación de Vicente Pallotti de las Religiosas del Apostolado Católico, en Roma. Estas fundan un instituto de misiones en Roma en 1892, con el fin de enviar religiosas a las misiones en Camerún. En 1895 las religiosas de lengua alemana se retiraron a Limburgo del Lahn, Alemania, donde se desarrolló un grupo de religiosas con una fuerte vocación misionera. En 1901, las religiosas de Limburgo piden la autonomía de la rama central en Roma. El obispo de la diócesis de Limburgo les dio la aprobación canónica. Desde entonces las misiioneras forman una congregación independiente de las palotinas de Roma, con el nombre de Misioneras del Apostolado Católico.
Fuera de Alemania, la primera fundación se hizo en Inglaterra, en 1909, si se tiene en cuenta que Camerún para entonces era una colonia alemana. Luego de Inglaterra se fundó en Estados Unidos (1912) y en la colonia británica de Honduras (1913). Las misioneras palotinas fueron expulsadas de Camerún, cuando en 1914, Alemania pierde la colonia. Este acontecimiento les impulsó a reencontrar la misión universal para la cual habían sido fundadas las primeras religiosas palotinas. Gracias a ello también, se dio un nuevo periodo de fundaciones Sudáfrica (1923), Suiza (1932) y Polonia (1934)
La congregación recibió una primera aprobación pontificia, mediante decreto di lode, el 13 de julio de 1964. y forman parte de la llamada Familia Palotina, con otros institutos, sociedades y asociaciones que beben del carisma de Vicente Pallotti.

## Actividades y presencias

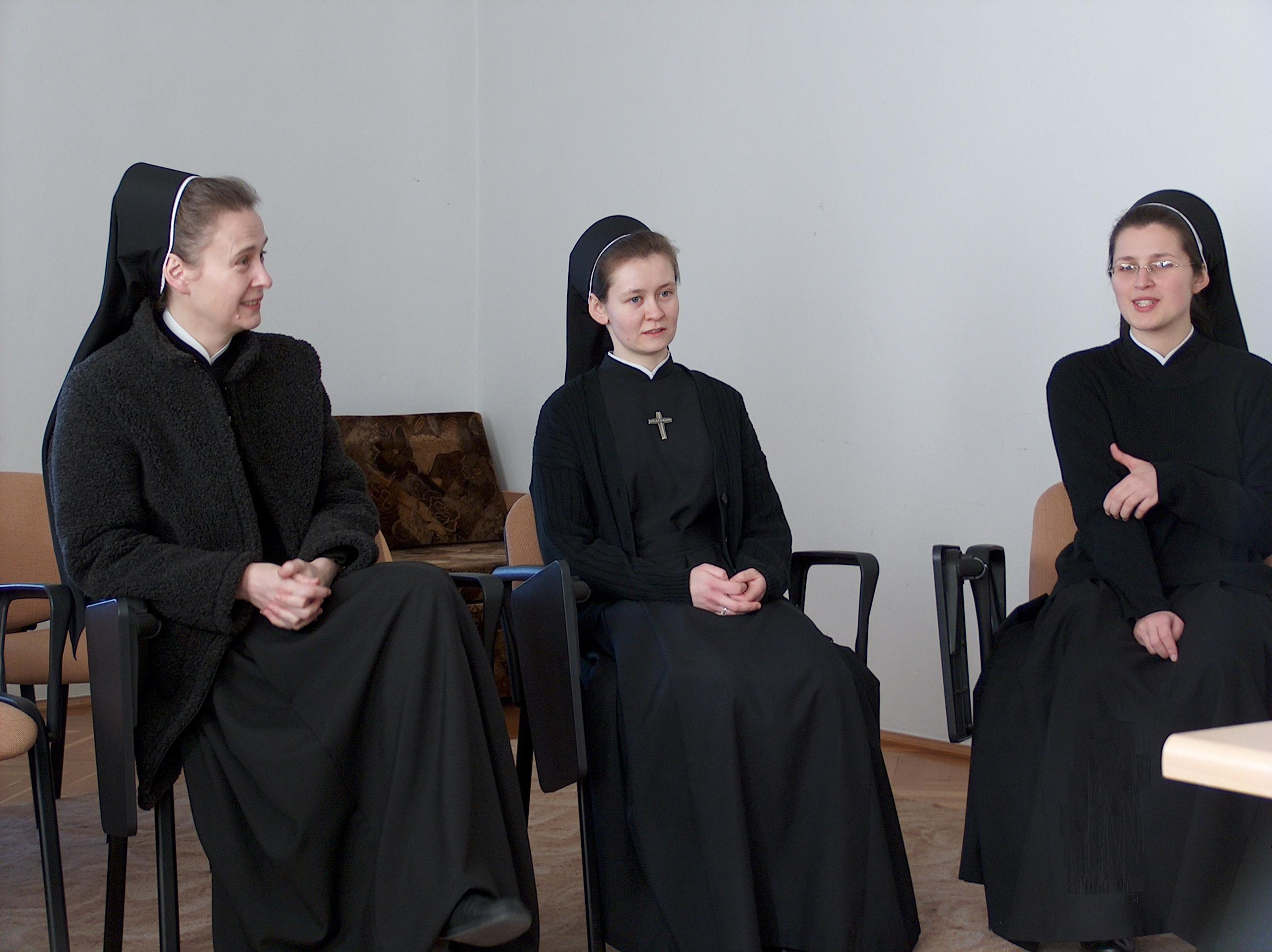
Misioneras palotinas polacas.

Las Misioneras palotinas se dedican a las obras misioneras y apostólicas. Siguiendo el carisma palotino sus actividades se desarrollan según las necesidades de la misión en donde se encuentren, desde educación cristiana, formación catequética, asistencia sanitaria, missión ad gentes, etc.
En 2011, la congregación contaba con unas 606 misioneras y 78 casas, presentes en Alemania, Belice, Brasil, Bielorrusia, Camerún, República Democrática del Congo, Estados Unidos, Francia, India, Italia, Polonia, Reino Unido, Ruanda, Rusia, Sudáfrica, Suiza, Tanzania y Ucrania. La curia general se encuentra en Roma y su actual superiora general es la religiosa Izabela Sweirad.